# Franz Ferch
Franz Ferch (* 4. September 1900 in Rezsőháza (deutsch Rudolfsgnad), Königreich Ungarn, Österreich-Ungarn; † 20. November 1981 in Freiburg im Breisgau) war Maler und Grafiker der banatschwäbischen Minderheit in Rumänien.

## Leben

### Die Vorkriegszeit
1907 zog die Familie nach Periam um, wo Franz Ferch die Grundschule absolvierte. Ab 1914 besuchte er die Kadettenschule in Traiskirchen bei Wien. Von 1922 bis 1923 studierte er Innenarchitektur und Raumgestaltung an der Kunstgewerbeschule in Dresden, von 1925 bis 1927 dann Bildende Künste an der Münchener Kunstakademie. Ins Banat zurückgekehrt arbeitete er im Temeswarer Künstlerhaus, wo er mehrfach ausstellte. Noch unter dem Einfluss der Neuromantik aus München entstanden die Gemälde Die Wacht und Das Gebet der Ahnen, zwei großdimensionierte historische Bilder aus der Ansiedlungszeit der Banater Schwaben. Letzteres ist von Stefan Jägers Einwanderungs-Triptychon beeinflusst und stellt die Gründung der Gemeinde Bogarosch dar. Für das Bild Eine Bitte erhielt der Künstler 1930 den ersten Preis auf einer Ausstellung in Temeswar. Als Gast der Deutschen Akademie konnte er 1934 eine einjährige Studienreise nach Rom antreten. Die Vorfinanzierung seiner Gönner hatte er mit zehn in Rom erstellten Gemälden abzugelten. Hier entstanden seine römischen Ansichten: Die Trajanssäule, Via Appia, Das pittoreske Rom, Ponte vecchio, Die Maroniverkäuferin, Arbeitslose und Ruhende Arbeiter. Nach seiner Reise ließ er sich in Semlac nieder. Hier entstanden seine Heimatbilder: Der Siedler, Der Brotschneider, Der Pflüger, Der Tennmann, Der Jungbauer sowie Unser täglich Brot. Seine Bauerntypen sind monumentale Einzelgestalten. Mit diesen Bildern erreichte er seinen künstlerischen Durchbruch. Bei einer Ausstellung deutscher Künstler in Brașov wurden alle Bilder verkauft; mit dem Erlös erwarb der Künstler ein Häuschen in Periam. 1939 erhielt er den Prinz-Eugen-Preis der Johann-Wolfgang-von-Goethe-Stiftung der Wiener Universität.

### In Temeswar
Ab 1950 war Ferch als Lehrer am Lyzeum für Bildende Kunst in Temeswar tätig. Sein Atelier lag im obersten Stockwerk des dortigen Banater Nationalmuseums. Im Turm des Museums entstanden das Porträt des Dichters Adam Müller-Guttenbrunn, anlässlich dessen 50. Todestages, sowie Die Hauensteiner, Ferchs Bekenntnis zum Widerstand, wobei die Hauensteiner symbolisch gegen Knechtung und Gewalt stehen. In dieser Zeit entstand auch der aus der Geschichte Timișoaras beeinflusste Dósza-Zyklus, bestehend aus den drei großen Gemälden Dósza vor Temeswar, Die Namenlosen und Die Hinrichtung. Ein Zyklus vom Willen zur Freiheit und vom bitteren Sterben heroisiert noch im ersten Bild, zeigt aber im letzten nur noch Pein und Marter. Franz Ferch malte Aquarelle mit Landschaften am Fluss Mureș, Weiden und dem Sommerhimmel mit Wolken. Von 1959 bis 1969 war er Vorsitzender des Verbandes für Bildende Künste in Temeswar. In dieser Zeit erhielt den Arbeitsorden III. Klasse, den Orden Stern der Republik V. Klasse, sowie den Orden für kulturelle Verdienste II. Klasse der Sozialistischen Republik Rumänien. Die hauptsächlichen Themen seines Kunstschaffens waren Heimatgeschichte, Heidelandschaft, das Banater Dorf und seine Menschen.

### In Freiburg im Breisgau
Im Jahre 1979 zog Ferch nach Freiburg im Breisgau zu seiner Tochter, wo er seine letzten drei Jahre verbrachte. 1981 stellte er im Haus der Donauschwaben e.V. in Sindelfingen aus, wo ihm auch die Ehrengabe zum Donauschwäbischen Kulturpreis überreicht wurde. Nach seinem Tod wurde er auf dem Freiburger Hauptfriedhof beigesetzt. Einige Bilder des Malers sind im Banater Museum in Temeswar zu sehen, andere befinden sich in Privatbesitz.

## Preise
- 1930 – für das Bild Eine Bitte 1. Preis auf der Banater Kunstausstellung in Temeswar
- 1939 Prinz-Eugen-Preis der Johann-Wolfgang-von-Goethe-Stiftung der Wiener Universität
- 1948 für das Bild Wiederaufbau Preis des Staatskomitees für Kultur und Kunst
- 1959 Arbeitsorden III. Klasse
- 1965 Orden „Stern der Republik“ V. Klasse
- 1969 Orden für kulturelle Verdienste II. Klasse der Sozialistischen Republik Rumänien
- 1981 Ehrengabe des Donauschwäbischen Kulturpreises

## Ausstellungen
- 1930 Banater Kunstausstellung in Temeswar
- 1938 Ausstellung deutscher Künstler in Rumänien
- 1981 Ausstellung in Sindelfingen im Haus der Donauschwaben

## Studienreisen
- 1934 Studienreise nach Rom